# Mikel Olazabal
Mikel Olazabal Caballero, llamado Olazabal, nacido en Areso (Navarra) el 15 de septiembre de 1986, es un pelotari español de pelota vasca en la modalidad de mano.
Como aficionado destacan sus victorias en 2006, el Torneo del Antiguo, en el Torneo de Amézqueta y en el Torneo de Leiza. Ya en 2007 logró con Leiza la victoria en el Interpueblos de Navarra e igualmente en el Torneo de Euskal Herria.
Como profesional hizo su debut en primera categoría, en el Campeonato de Euskadi del Cuatro y Medio 2008, en el que logró una más que meritoria victoria sobre Oinatz Bengoetxea, que por entonces era el vigente campeón manomanista.